# Plazma plamenik
Plazma plamenik (znan kao i plazma rezač) sprava je koja stvara direktni tok plazme. Mlaz plazme može se koristiti za rezanje ili zavarivanje metala, plazma prskanje te uništavanje otpadnih tvari.U fazi razvoja su i uređaji koji bi se mogli koristiti u konzervaciji restauraciji kulturne baštine.

## Tipovi plazma plamenika
Plazma se u plameniku stvara najčešće pomoću istosmjerne ili izmjenične električne struje.Plamenici koji koriste istosmjernu struju češći su i praktičniji te se najviše koriste.

## Vanjske poveznice
- Ruski uređaj Multiplaz 3500,za plazma rezanje ,zavarivanje i tvrdo lemljenje